# Ozarba miary
Ozarba miary är en fjärilsart som beskrevs av Pierre E.L. Viette 1985. Ozarba miary ingår i släktet Ozarba och familjen nattflyn. Inga underarter finns listade i Catalogue of Life.